# Степанов, Георгий Иванович (Герой Социалистического Труда)
Георгий Иванович Степанов (1911—1967) — советский инженер-строитель, главный инженер Барнаульского строительного управления №1 треста «Стройгаз» Алтайского совета народного хозяйства. Герой Социалистического Труда (1958).

## Биография
Родился 18 мая 1911 года в городе Касимов Рязанской губернии в учительской семье. Позже семья Г. И. Степанова переехала на постоянное место жительство в  
город  Нижний Новгород. 
После получения среднего образования и окончания Нижегородского строительного техникума начал свою трудовую деятельность в должности десятника, занимался  строительством Горьковского автомобильного завода. С 1933 призван в ряды Рабоче-крестьянской Красной армии, служил на Дальнем Востоке, был служащим технического отдела 5-го строительного полка. 
С 1936 по 1941 год проходил обучение в Горьковском инженерно-строительном институте. С 1941 года работал в Дзержинском строительном управление №9 треста «Стройгаз» Нижегородской области, занимался строительством предприятий химической промышленности. С 1941 года после начала Великой Отечественной войны был назначен старшим прорабом Барнаульского строительного треста «Стройгаз», занимался строительством предприятий оборонной промышленности. 
С 1945 по 1958 год — начальник производственно-технического отдела, с 1958 года — главный инженер Барнаульского строительного управления №1 треста «Стройгаз» Алтайского совета народного хозяйства. Под руководством и при непосредственном участии Г. И. Степанова были построены многочисленные объекты промышленности, в том числе: хлопчатобумажный комбинат, станкостроительный завод, завод крупнопанельного домостроения, цеха на моторном, сажевом и шинном заводах. 16 сентября 1945 года Указом Президиума Верховного Совета СССР  Георгий Иванович Степанов был награждён орденом «Знак Почёта» и 11 января 1957 года медалью «За трудовую доблесть».
9 августа 1958 года Указом Президиума Верховного Совета СССР «за выдающиеся успехи, достигнутые в строительстве и промышленности строительных материалов» Георгий Иванович Степанов был удостоен звания Героя Социалистического Труда с вручением Ордена Ленина и золотой медали «Серп и Молот». 
Проживал в городе Барнауле, скончался в 1967 году.

## Награды
- Медаль «Серп и Молот» (09.8.1958)
- Орден Ленина (09.8.1958)
- Орден «Знак Почёта» (16.9.1945)
- Медаль «За трудовую доблесть»  (11.01.1957)